# Império Russo nos Jogos Olímpicos de Verão de 1900
O Império Russo participou dos Jogos Olímpicos de Verão de 1900 em Paris, na França. O país fez sua estreia nos Jogos em Paris, não conquistando medalhas.
A delegação russa era composta de quatro competidores, que disputaram em duas modalidades desportivas.